# Skrýšov (zámek)
Zámek Skrýšov s přilehlým areálem se nachází ve stejnojmenné vsi, která je administrativně částí obce Svatý Jan v okrese Příbram ve Středočeském kraji. Původně barokní zámek, upravený v 19. století, je zapsaný v Ústředním seznamu nemovitých kulturních památek České republiky. Zámek s přilehlým hospodářstvím je v soukromém vlastnictví.

## Historie
První písemná zmínka o vesnici Skrýšov je z roku 1219 v souvislosti se jménem Arkleba ze Skrýšova. V 15. století ves patřila k rožmberskému panství. Na přelomu 16. a 17. století byl Skrýšov majetkem rožmberskému rybníkáře Jakuba Krčína z Jelčan a Sedlčan a posléze jeho dcery Ludmily. Poté se zde v průběhu 17. a 18. století vystřídala řada různých majitelů.

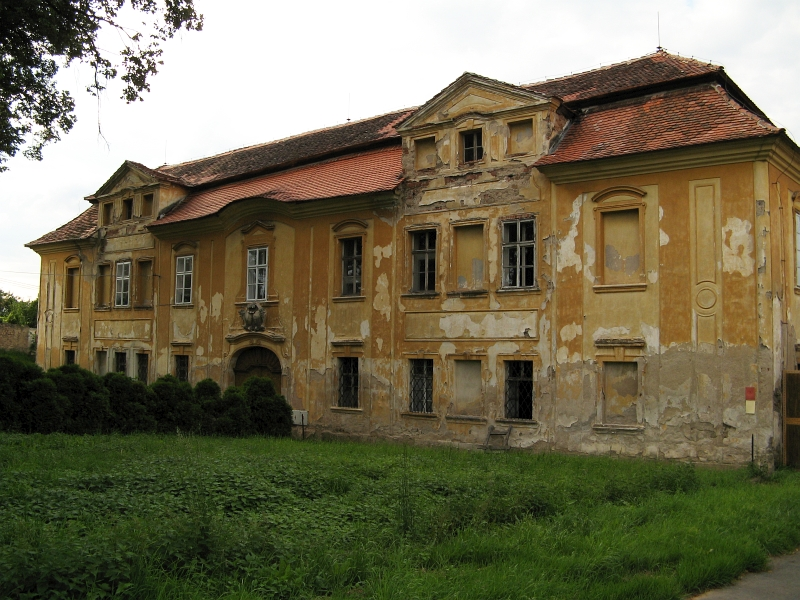
Zámek na snímku z roku 2014

Nový barokní zámek postavil ve Skrýšově Norbert Kfelíř ze Zakšova v roce 1762 na místě raně renesanční či původně pozdně středověké tvrze, Norbert Kfelíř ze Zakšova zároveň nechal v letech 1760 až 1764 na návrší jihovýchodně od Skrýšova vybudovat kostel svatého Jana Nepomuckého, při kterém posléze vznikla obec Svatý Jan. V roce 1805 byl Skrýšov připojen k panství Lobkoviců ve Vysokém Chlumci. Po roce 1843, kdy se stal majitelem Skrýšova Ferdinand Josef z Lobkovic (1797–1868), byly upraveny interiéry zámku a založena zámecká zahrada. Lobkovicové vlastnili zámek až do roku 1926, kdy byl v rámci pozemkové reformy zestátněn. Po druhé světové válce hospodařilo v zámku jednotné zemědělské družstvo, což přispělo k devastaci interiéru památkového objektu. Později zámek sloužil jako depozitář pro sbírky Náprstkova muzea, které je součástí Národního muzea v Praze.
V prosinci roku 2006 zchátralý zámek koupil herec Karel Roden, aby tak získal potřebné zázemí pro svůj chov koní. V následujících letech byl zámek s přilehlým areálem postupně opravován a rekonstruován. Na restaurování výmalby interiéru a obnovu podlah zámku byla v roce 2020 schválena dotace Středočeského kraje ve výši 5,5 milionu korun.

## Popis
Objekt zámku je patrová zděná budova obdélného půdorysu s valbovou mansardovou střechou se dvěma zděnými vikýři. Podélná osa budovy je orientovaná ve směru východ – západ. Hlavní vstup do zámku je na jižní straně, severní průčelí je obrácené do zámeckého hospodářského dvora. Podélná průčelí mají deset a jedenáct os, krátká boční průčelí čtyři okenní osy. Část oken v poschodí je slepá. V přízemí středem zámku prochází průjezd, na který navazuje schodiště, směřující do chodby v prvním patře. V přilehlém areálu jsou hospodářské budovy a rybníky.
Hospodářský dvůr a náves se dvěma chráněnými lípami malolistými jsou součástí ochranného pásma kolem zámku. Kromě koní majitel zámku chová na svém hospodářství další zvířata, konkrétně skot plemene dexter a kamerunské ovce. Zámek není běžně veřejnosti přístupný, výjimku představují hudební večery, pořádané dvakrát ročně pod názvem „Jazz u Rodena“.